# Frédéric de La Mure
Pour les articles homonymes, voir La Mure (homonymie).
 (novembre 2022).
La mise en forme du texte ne suit pas les recommandations de Wikipédia : il faut le « wikifier ».
Les points d'amélioration suivants sont les cas les plus fréquents. Le détail des points à revoir est peut-être précisé sur la page de discussion.
- Les titres sont pré-formatés par le logiciel. Ils ne sont ni en capitales, ni en gras.
- Le texte ne doit pas être écrit en capitales (les noms de famille non plus), ni en gras, ni en italique, ni en « petit »…
- Le gras n'est utilisé que pour surligner le titre de l'article dans l'introduction, une seule fois.
- L'italique est rarement utilisé : mots en langue étrangère, titres d'œuvres, noms de bateaux, etc.
- Les citations ne sont pas en italique mais en corps de texte normal. Elles sont entourées par des guillemets français : « et ».
- Les listes à puces sont à éviter, des paragraphes rédigés étant largement préférés. Les tableaux sont à réserver à la présentation de données structurées (résultats, etc.).
- Les appels de note de bas de page (petits chiffres en exposant, introduits par l'outil «  Source ») sont à placer entre la fin de phrase et le point final[comme ça].
- Les liens internes (vers d'autres articles de Wikipédia) sont à choisir avec parcimonie. Créez des liens vers des articles approfondissant le sujet. Les termes génériques sans rapport avec le sujet sont à éviter, ainsi que les répétitions de liens vers un même terme.
- Les liens externes sont à placer uniquement dans une section « Liens externes », à la fin de l'article. Ces liens sont à choisir avec parcimonie suivant les règles définies. Si un lien sert de source à l'article, son insertion dans le texte est à faire par les notes de bas de page.
- La présentation des références doit suivre les conventions bibliographiques. Il est recommandé d'utiliser les modèles {{Ouvrage}}, {{Chapitre}}, {{Article}}, {{Lien web}} et/ou {{Bibliographie}}. Le mode d'édition visuel peut mettre en forme automatiquement les références.
- Insérer une infobox (cadre d'informations à droite) n'est pas obligatoire pour parachever la mise en page.

Pour une aide détaillée, merci de consulter Aide:Wikification.
Si vous pensez que ces points ont été résolus, vous pouvez retirer ce bandeau et améliorer la mise en forme d'un autre article.
Frédéric de La Mure, né le 19 avril 1957  à Suresnes dans le département de la Seine, est un photographe français.

## Biographie
Lauréat en 1978 de Découverte du Japon, devenu le prix Robert Guillain, décerné par l’Association de presse France-Japon, Frédéric de La Mure a été de 1982 à 2019 le photographe officiel du Quai d'Orsay. Il a ainsi accompagné et donné à voir durant toute cette période la vie diplomatique française, sur le territoire comme dans les 138 pays qu'il aura couverts. Il s'est tout particulièrement attaché à illustrer la présence française dans le monde, dans tous ses aspects : économiques et politiques, mais aussi culturels et humains. Parallèlement aux images officielles, en contrepoint, il a posé sur le monde un regard empreint de curiosité et d'humanisme, dont témoignent un certain nombre de publications et d'expositions.
Positionné devant la tombe du soldat inconnu, il est l'un des deux auteurs de la photographie du geste historique entre  François Mitterrand et Helmut Kohl à Douaumont,,

## Expositions
- L’été des enfants japonais - Bibliothèque publique d'information, Bibliothèque publique d'Information, Centre Pompidou (1979)
- Enfants du monde - Grilles de l'UNESCO (1980)
- Gestes et regards pendant la Semaine Sainte de Séville - Paris, Maison d’Espagne (1982)
- Islande, la dernière aventure en Europe - RER Châtelet - Les Halles (1986)
- Officiels, Officieux : instantanés diplomatiques - Arche de la Défense (1992), Madrid, Stockholm, Bucarest et Oslo (1993 - 1994)
- Docks - Palais de Chaillot, Musée de la Marine (1995). Bordeaux, Toulon, Rochefort, Brest, Hambourg, Bakou et Lisbonne (1995 - 1998)
- De Rambouillet à Pristina : la crise du Kosovo - Ministère des Affaires étrangères (1999) et Pristina (2000)
- Autour du Quai, autour du monde[7] - Grilles du ministère des Affaires étrangères (2001), Macédoine, Croatie, Finlande, Roumanie, Afghanistan, Espagne, États-Unis, Colombie, Mexique, Brésil, Argentine, Uruguay, République dominicaine (2002 – 2008)
- Haïti, avant - après[8],[9],[10]- Grilles de l’UNESCO, Centre Mondial de la Paix à Verdun (2010)
- Voyage en "France-Allemagne"[11] - Paris, CIDAL (2011), Berlin, ministère des Finances (2012)
- Au large de la France : les Français dans le monde[12],[13],[14],[15],[16],[17],[18]Grilles du Ministère des Affaires étrangères (2012), grilles du parc Lebas à Lille[19]
- Au cœur du dérèglement climatique[20],[21] - Paris, Gare Saint-Lazare (2015)
- Union(s) européennes(s) : les "bébés Erasmus" [22] - Paris, Gare Montparnasse (2017)[23], Strasbourg, Marseille, Rennes, Dublin
- Cicatrice d'une déchirure : le Rideau de fer[24],[25],[26]- Bucarest (2019), Prague (2020), Ljubljana et Zagreb (2022)

## Ouvrages
- Vivre au Japon, Hachette,1980  (ISBN 2-01-006917-X)
- Docks, promenade sur les quais d’Europe, Balland, 1995  (ISBN 978-2-71581-083-9) (textes d'Erik Orsenna)
- Autour du Quai, autour du monde, Éditions Liana Levi, 2001  (ISBN 978-2-86746-263-4) (Préface d'Hubert Védrine)
- Un photographe au Quai d'Orsay, Éditions de La Martinière, 2022 (préface de Catherine Colonna, textes d'Isabelle Lasserre)  (ISBN 979-1-04011-252-5)